# Vele scarlatte
Vele scarlatte (in russo Алые паруса?, Alye parusa) è un romanzo del 1923 scritto da Aleksandr Grin.

## Trama
La piccola Assol', orfana di madre, vive in povertà con il padre, ex marinaio che sbarca il lunario costruendo giocattoli. Un giorno incontra nel bosco un vecchio di nome Ėgl', che le predice che quando sarà grande verrà da lei un principe in una nave dalle vele scarlatte. Assol', nel corso degli anni, ogni giorno va al mare ad attendere il suo principe, fino all'arrivo della nave.

## Nella cultura di massa
Il romanzo è stato oggetto di numerosi adattamenti cinematografici e teatrali, tra i quali i film Alye parusa (1961) di Aleksandr Ptuško e Le vele scarlatte (2022) di Pietro Marcello, oltre a ispirare l'annuale "festa delle vele scarlatte" di San Pietroburgo.